# Albert Dejonghe (wielrenner)
Engelbertus Carolus (Albert of Berten) Dejonghe (Middelkerke, 14 februari 1894 - aldaar, 23 februari 1981) was een Belgisch wielrenner. Dejonghe was van 1914 tot 1927 beroepsrenner.  Hij nam 9 maal deel aan de Ronde van Frankrijk en won in 1923 de 4de etappe van Brest naar Les Sables-d'Olonne. In 1920 was hij derde in Parijs-Tours en werd tweede in het eindklassement van de Ronde van België en tweede in de Ronde van Vlaanderen. In 1922 won hij Parijs-Roubaix.

## Resultaten in voornaamste wedstrijden
| Jaar | Ronde van Italië | Ronde van Frankrijk | Ronde van Spanje |
| ---- | ---------------- | ------------------- | ---------------- |
| 1914 |                  | opgave              |                  |
| 1919 |                  | opgave              |                  |
| 1920 |                  | opgave              |                  |
| 1921 |                  | opgave              |                  |
| 1922 |                  | opgave              |                  |
| 1923 |                  | opgave (1)          |                  |
| 1924 |                  | opgave              |                  |
| 1925 |                  | 5e                  |                  |
| 1926 |                  | 6e                  |                  |

| Jaar | Ronde van Vlaanderen | Parijs-Roubaix | Luik-Bast.‑Luik | Parijs-Tours |
| ---- | -------------------- | -------------- | --------------- | ------------ |
| 1914 |                      |                |                 | 28e          |
| 1919 | 5e                   | 24e            |                 |              |
| 1920 | ↑                    |                |                 | ↑            |
| 1921 | 4e                   | 26e            | 7e              | 4e           |
| 1922 |                      | ↑              |                 | 19e          |
| 1923 | ↑                    | 7e             |                 |              |
| 1924 |                      | 7e             |                 | 6e           |
| 1925 | 16e                  | 7e             |                 |              |
| 1926 |                      |                |                 | 10e          |